# Boštjan Trilar
Boštjan Trilar, slovenski poslovnež in politik, * 1968, Kranj..
Rojen je bil v Kranju, družina pa se je kasneje selila najprej v Radovljico, pa nazaj v Kranj na Planino in končno v Stražišče, kjer živi še danes. Oče Ivo Trilar je bil direktor Kinopodjetja Kranj, ter zelo aktiven na področju športnega in družbenega življenja, mama Majda pa je bila zaposlena na policijski postaji Kranj. Boštjan do konca osnovne šole treniral smučanje pri smučarskem klubu Triglav Kranj, kasneje pa tudi pridobil licenco učitelja smučanja.
Prodajne izkušnje si je pričel nabirati v času študija z uvozom in prodajo Fordovih vozil iz Avstrije.
V letih 1993 do 1998 je kot direktor marketinga v družbi Summit motors (zastopstvo Ford za Slovenijo in Makedonijo) skrbel za produkte, cenovno politiko, oglaševanje in trgovsko mrežo Ford v Sloveniji.
V letih 1998 do 2004 je kot direktor marketinga v družbi Autocommerce - Avto Triglav skrbel za blagovne znamke Fiat, Alfa Romeo in Lancia, dosegel bistveno rast tržnega deleža znamke Fiat ter predstavil finančni produkt »pol-pol«, ki ga je kasneje uporabljala večina avtomobilskih prodajalcev.
Leta 2004 se je pridružil družbi Toyota Adria, kjer je kot regionalni direktor Lexus v rekordnem času uvedel blagovno znamko Lexus na trge bivše Jugoslavije in bil hkrati odgovoren za investicijo v prodajno servisne centre Lexus v Ljubljani, Zagrebu in Beogradu. Zaradi uspešne uvedbe Lexusa je prevzel še dodatno funkcijo kot regionalni direktor prodaje in marketinga za blagovno znamko Toyota. V letih 2005 do 2007 je Toyota vsako leto dosegala prodajne in finančne rekorde na vseh trgih bivše Jugoslavije.
V letih 2007 in 2008 je poleg funkcije regionalnega direktorja marketinga kot direktor prevzel še vodenje Toyote Slovenija in postal član uprave mednarodnega podjetja Toyota Adria. V letih 2009 do 2011 je bil član uprave Toyota Adria in sočasno direktor Toyota Slovenija in Kosovo. Izvoljen je bil tudi za podpredsednika združenja uvoznikov in distributerjev motornih vozil Slovenije.
V letu 2011 je Boštjan pridobil licenco voditelja treningov pri Gustav Käser Training International. Štiri leta je vodil treninge s področja vodenja in upravljanja, prodaje, javnega nastopanja in komunikacije za uspešna domača in mednarodna podjetja (Simobil, Telekom, Comtrade, Cat logistics, Merck, Publicis, Eni, Krka, Miele...)
Leta 2014 je bil Boštjan izvoljen za župana Kranja. V vodenje občine je uspešno vpeljal elemente gospodarskega delovanja, upravi postavljal konkretne in merljive cilje ter moderniziral delovanje lokalne samouprave. Boštjan je bil tudi izvoljen za predsednika sveta gorenjske regije, ki združuje vseh 18 gorenjskih občin. S službenim avtom je leta 2016 pod vplivom alkohola povzročil prometno nesrečo. Z mesta župana je odstopil šele pod pritiskom javnosti.

## Življenjepis
Izhaja iz pomembne kranjske družine: oče Ivo je bil dolgoletni direktor Kinopodjetja Kranj, mama Majda je bila zaposlena na kranjski policijski postaji. Osnovno šolo je zaključil v Stražišču pri Kranju, srednjo šolo pa na Iskri - Srednja strojna in elektrotehniška šola.
Leta 2015 je postal častni meščan Carigrada, pobratenega mesta Mestne občine Kranj Buyukcmece.
Leta 2016 je postal častni meščan Zemuna, pobratenega mesta Mestne občine Kranj.

## Politična kariera
Leta 2014 je ustanovil stranko Več za Kranj in postal njen prvi predsednik. Na listi te stranke je bil leta 2014 je bil izvoljen za župana Mestne občine Kranj in v tej vlogi kasneje postal predsednik Sveta gorenjske regije.